# Jakapil

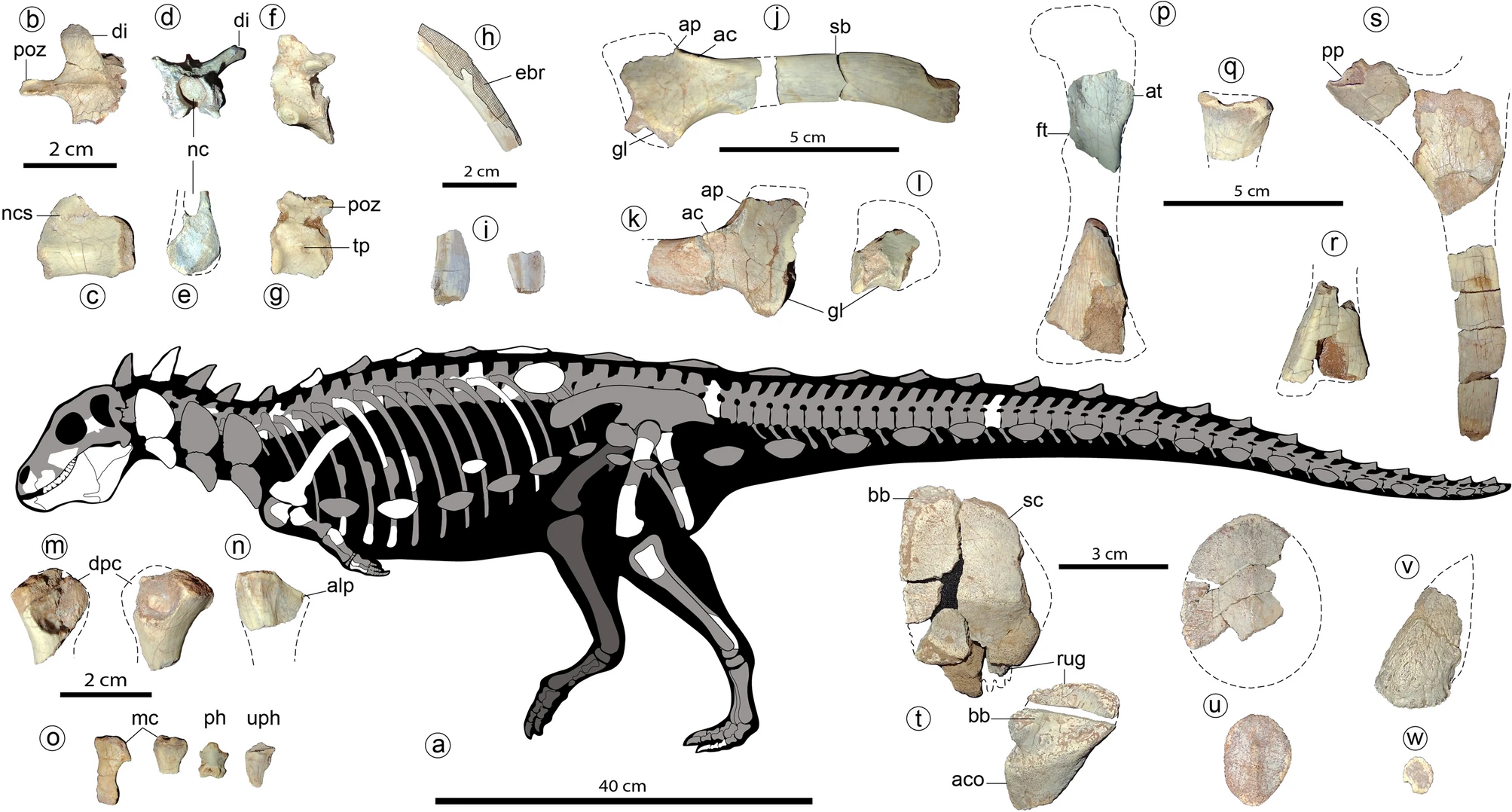
Diagram van het holotype

Jakapil kaniukura is een plantenetende ornithischische dinosauriër, behorende tot de Thyreophora, die tijdens het late Krijt leefde in het gebied van het huidige Argentinië.

## Vondst en naamgeving
Bij Cerro Policía in de La Buitrera Paleontological Area (LBPA), nabij de E. Ramos Mexía-dam werden in 2012 op het land van de familie Mariluan fossielen gevonden. Tussen 2014 en 2019 werden die opgegraven. De vondsten werden geprepareerd door L. Pazo and J. Kaluza.
In 2022 werd de typesoort Jakapil kaniukura benoemd en beschreven door Facundo J. Riguetti, Sebastián Apesteguía en Xabier Pereda‑Suberbiola. De geslachtsnaam is het Tehuelchea Ja Kapïl, "schilddrager". De soortaanduiding is een combinatie van het Mapudungun kaniu, "kam", en kura, "steen".
Het holotype, MPCA-PV-630, is gevonden in een laag van de Candalerosformatie die dateert uit het Cenomanien en zevenennegentig tot vierennegentig miljoen jaar oud is. Het bestaat uit een gedeeltelijk skelet met schedel. Het bewaart een praemaxilla, een bovenkaaksbeen, een basisfenoïde, vijftien losse tanden, een linkeronderkaak, een surangulare, vijftien stukken wervel, een rib en vijftien ribfragmenten, een ravenbeksbeen, beide schouderbladen, stukken van beide opperarmbeenderen, een mogelijk stuk rechterellepijp, twee middenhandsbeenderen, drie stukken darmbeen, twee stukken dijbeen, het onderste uiteinde van een rechterscheenbeen, de bovenzijde van een rechterkuitbeen, drie teenkootjes en ruim veertig osteodermen. De botten werden gevonden op een oppervlakte van anderhalve vierkante meter. Het betreft een jongvolwassen exemplaar.

## Beschrijving

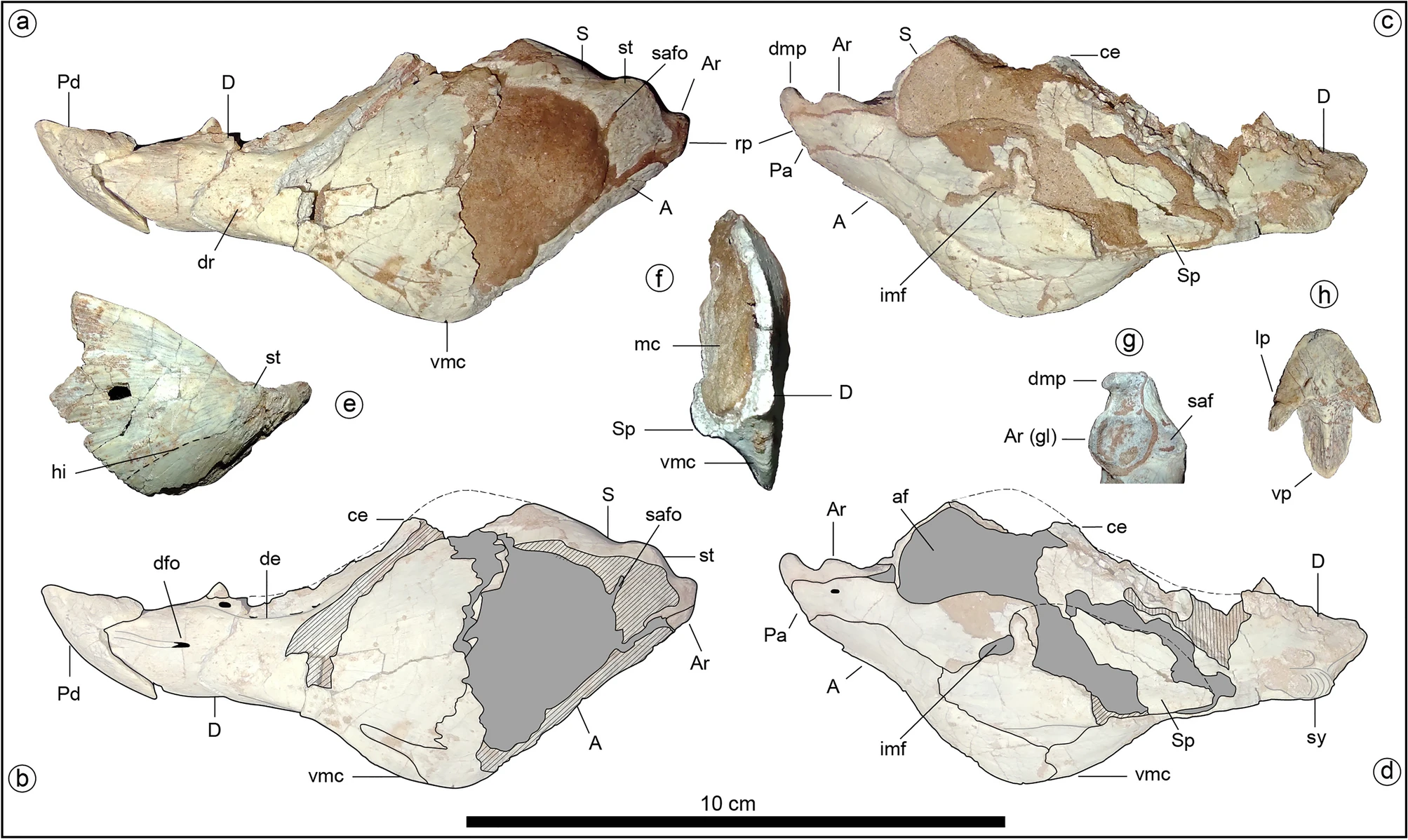
De linkeronderkaak

Het holotype van Jakapil is een vrij klein dier, minder dan anderhalve meter lang en met een geschat gewicht van vier tot zevenenhalf kilogram. Het was vermoedelijk nog niet volgroeid.
De beschrijvers stelden een aantal onderscheidende kenmerken vast. Het zijn autapomorfieën binnen de Thyreophora. Op de onderkant van de achterste helft van de onderkaak bevindt zich een kam gevormd door het dentarium, het angulare en het spleniale (dat aan de binnenzijde bedekt wordt door de kam). Het retroarticulair uitsteeksel van de onderkaak is kort en naar boven en binnen gericht. De lemmetvormige tanden hebben een uitstekende voorrand aan de voorkant van de buitenzijde. De maxillaire en dentaire tanden verschillen in het contour van hun spits, waarbij de tanden van de bovenkaak puntig en sterk asymmetrisch zijn en die van de onderkaak iets gekromd in het spits met een meer afgerond en symmetrisch profiel. De ruggenwervels hebben achterste gewrichtsuitseeksels die langwerpig zijn zodat ze de achterrand van de wervel bijna of geheel overhangen, en zijn slank met een breedte die minder dan de helft van de lengte bedraagt. Het opperarmbeen is sterk gereduceerd in verhouding tot het dijbeen, waarbij de bovenste breedte van de humerus kleiner is dan de onderste breedte van het femur, en bezit een diepe bovenste groeve begrensd door een kromme richel. Het kuitbeen is groot ten opzichte van het dijbeen waarbij de bovenste breedte bijna gelijk is aan de onderste breedte van het dijbeen. De osteodermen van het postcraniaal skelet zijn afgeplatte en dunne schijven.
Jakapil toont ook autapomorfieën die afhankelijk zijn van zijn precieze positie in de stamboom, die hem dus onderscheiden van de meest directe verwanten. Volgens de datamatrix van Soto-Acuña waar die verwanten de ankylosauriërs zijn, zijn dat de volgende. De processus basipterygoideus is naar beneden gericht. Het gewrichtsfacet van de processus basipterygoideus is zijwaarts gericht. In zijaanzicht is de tandrij van het dentarium recht. De onderkant van het dentarium draagt een beenplaat. De processus coronoideus is goed ontwikkeld. Het surangulare beslaat meer dan de helft van de lengte van de onderkaak. Er zijn minder dan vijftien dentaire tanden. De maxillaire en tegenoverliggende tanden hebben lange lemmetvormige kronen.
Het meest opvallende kenmerk van de hele bouw is dat de zeer korte arm, indien correct geïdentificeerd, impliceert dat Jakapil een tweevoeter moet zijn geweest, terwijl alle andere bekende afgeleide theyreoforen viervoeter waren.

## Fylogenie
De afwijkende bouw van Jakapil riep de vraag op waar hij precies in de evolutionaire stamboom staat. Ingevoerd in één datamatrix viel hij uit als het zustertaxon van de Ankylosauria, wat goed past bij de ouderdom, maar slecht bij de zware gedrongen ankylosauriërs. Drie andere datamatrices toonden hem als zustertaxon van de Eurypoda. Binnen alle matrices is hij nauw verwant aan Scelidosaurus.
Het volgende kladogram toont Jakapil als zustertaxon van de Eurypoda:
|          | Jakapil                                                      |
|          |                                                              |
| Eurypoda | \| \| Stegosauria \| \| \| \| \| \| Ankylosauria \| \| \| \| |
|          | \| \| Stegosauria \| \| \| \| \| \| Ankylosauria \| \| \| \| |
|          | Stegosauria                                                  |
|          |                                                              |
|          | Ankylosauria                                                 |
|          |                                                              |

|  | Stegosauria  |
|  |              |
|  | Ankylosauria |
|  |              |

|          | Jakapil                                                      |
|          |                                                              |
| Eurypoda | \| \| Stegosauria \| \| \| \| \| \| Ankylosauria \| \| \| \| |
|          | \| \| Stegosauria \| \| \| \| \| \| Ankylosauria \| \| \| \| |
|          | Stegosauria                                                  |
|          |                                                              |
|          | Ankylosauria                                                 |
|          |                                                              |

|  | Stegosauria  |
|  |              |
|  | Ankylosauria |
|  |              |

|          | Jakapil                                                      |
|          |                                                              |
| Eurypoda | \| \| Stegosauria \| \| \| \| \| \| Ankylosauria \| \| \| \| |
|          | \| \| Stegosauria \| \| \| \| \| \| Ankylosauria \| \| \| \| |
|          | Stegosauria                                                  |
|          |                                                              |
|          | Ankylosauria                                                 |
|          |                                                              |

|  | Stegosauria  |
|  |              |
|  | Ankylosauria |
|  |              |

|          | Jakapil                                                      |
|          |                                                              |
| Eurypoda | \| \| Stegosauria \| \| \| \| \| \| Ankylosauria \| \| \| \| |
|          | \| \| Stegosauria \| \| \| \| \| \| Ankylosauria \| \| \| \| |
|          | Stegosauria                                                  |
|          |                                                              |
|          | Ankylosauria                                                 |
|          |                                                              |

|  | Stegosauria  |
|  |              |
|  | Ankylosauria |
|  |              |